# Georg-Ludwig von Breitenbuch
Georg-Ludwig von Breitenbuch (* 19. června 1971 Göttingen) je saský politik za CDU. Od roku 2009 je poslancem Saského zemského sněmu a od roku 2024 zastává funkci saského státního ministra pro životní prostředí a zemědělství.

## Život
Georg-Ludwig von Breitenbuch pochází ze starého durynského šlechtického rodu a je synem Ludwiga von Breitenbuch a Yvonne von Breitenbuch, rozené hraběnky z Ortenburgu. Po ukončení střední školy v roce 1990 absolvoval von Breitenbuch dva roky vojenské služby jako kandidát na důstojníka v záloze, jeho poslední hodnost byla poručík v záloze. Poté absolvoval dvouleté studium v oboru zemědělství. Vysokoškolské studium národohospodářství absolvoval na Humboldtově univerzitě v Berlíně a na Technické univerzitě v Drážďanech. Od roku 1998 vede rodinnou zemědělskou a lesnickou firmu v Kohren-Sahlis, kde zároveň také žije. Od roku 2004 je členem představenstva zemědělského družstva Kohrener Land eG. Působil rovněž jako člen dozorčí rady místní pobočky Volksbank a je členem zemského synodu Evangelicko-luterské zemské církve Saska.
Georg-Ludwig von Breitenbuch je ženatý a je otcem pěti dcer a jednoho syna.

## Politika
Von Breitenbuch je od roku 1997 členem CDU a od roku 2001 je členem okresního výkonného výboru CDU v zemském okrese Lipsko. Od roku 1999 byl členem obecní rady v Kohren-Sahlisu. Od roku 2005 je okresním předsedou okresního sdružení CDU v Lipsku a od roku 2009 je také členem zemského výkonného výboru CDU pro Sasko. Je místopředsedou Zemské unie Saska a členem spolkového výboru CDU pro výživu a zemědělství. V zemských volbách v roce 2009 byl Breitenbuch poprvé zvolen do zemského parlamentu jako přímý kandidát ve volebním obvodu Lipsko venkov 1 a v tomto obvodu zvítězil také ve všech následujících zemských volbách. V roce 2009 získal 40,2 % hlasů. V 5. saském zemském sněmu (2009–2014) byl členem Výboru pro ekonomiku, práci a dopravu a Výboru pro životní prostředí a zemědělství. Byl mluvčím energetické a lesnické politiky své poslanecké frakce. V dalším volebním období (2014–2019) byl místopředsedou poslanecké frakce CDU a členem předsednictva Saského zemského sněmu. Působil jako člen Rozpočtového a finančního výboru a Výboru pro životní prostředí a zemědělství.
V 7. saských zemských volbách v roce 2019 byl ve svém obvodu opět přímo zvolen, když získal 34,9 % přímých hlasů. Stal se místopředsedou poslanecké frakce CDU a členem předsednictva Saského zemského sněmu. Stal se také mluvčím své poslanecké frakce pro rozpočet a finanční politiku, členem Rozpočtového a finančního výboru a členem Výboru pro energetiku, klima, životní prostředí a zemědělství. Ve volbách do Německého spolkového sněmu v září 2021 kandidoval ve svém volebním obvodě, přímý mandát ovšem nezískal.
V 8. saských zemských volbách v roce 2024 zvítězil ve svém volebním obvodu Lipsko venkov 1 a se ziskem 38,4 % získal přímý mandát. Stal se opět místopředsedou poslanecké frakce CDU a členem předsednictva Saského zemského parlamentu. Dne 19. prosince 2024 byl von Breitenbuch jmenován saským státním ministrem pro životní prostředí a zemědělství v třetí vládě Michaela Kretschmera.